# Jan van Brakel (F-825)
El HNLMS Jan van Brakel (F-825) fue una fragata clase Kortenaer que sirvió a la Armada Real de los Países Bajos entre 1983 y 2001. Fue vendida a la Armada Griega en 2002 y renombrada HS Kanaris (F-464).

## Historia
Fue puesta en gradas el 16 de noviembre de 1979, botada el 16 de mayo de 1981 y asignada el 14 de abril de 1983. Recibía su nombre en memoria del comandante naval holandés Jan van Brakel (1618-1690). Desde marzo hasta octubre de 1993, fue desplegada en el mar Adriático, apoyando las operaciones de la OTAN y la ONU en Yugoslavia.
Incorporada por la Armada Griega el 29 de noviembre de 2002, pasó a llamarse HS Kanaris (F-464), en honor al almirante Konstantinos Kanaris (1790-1877).

## Galería

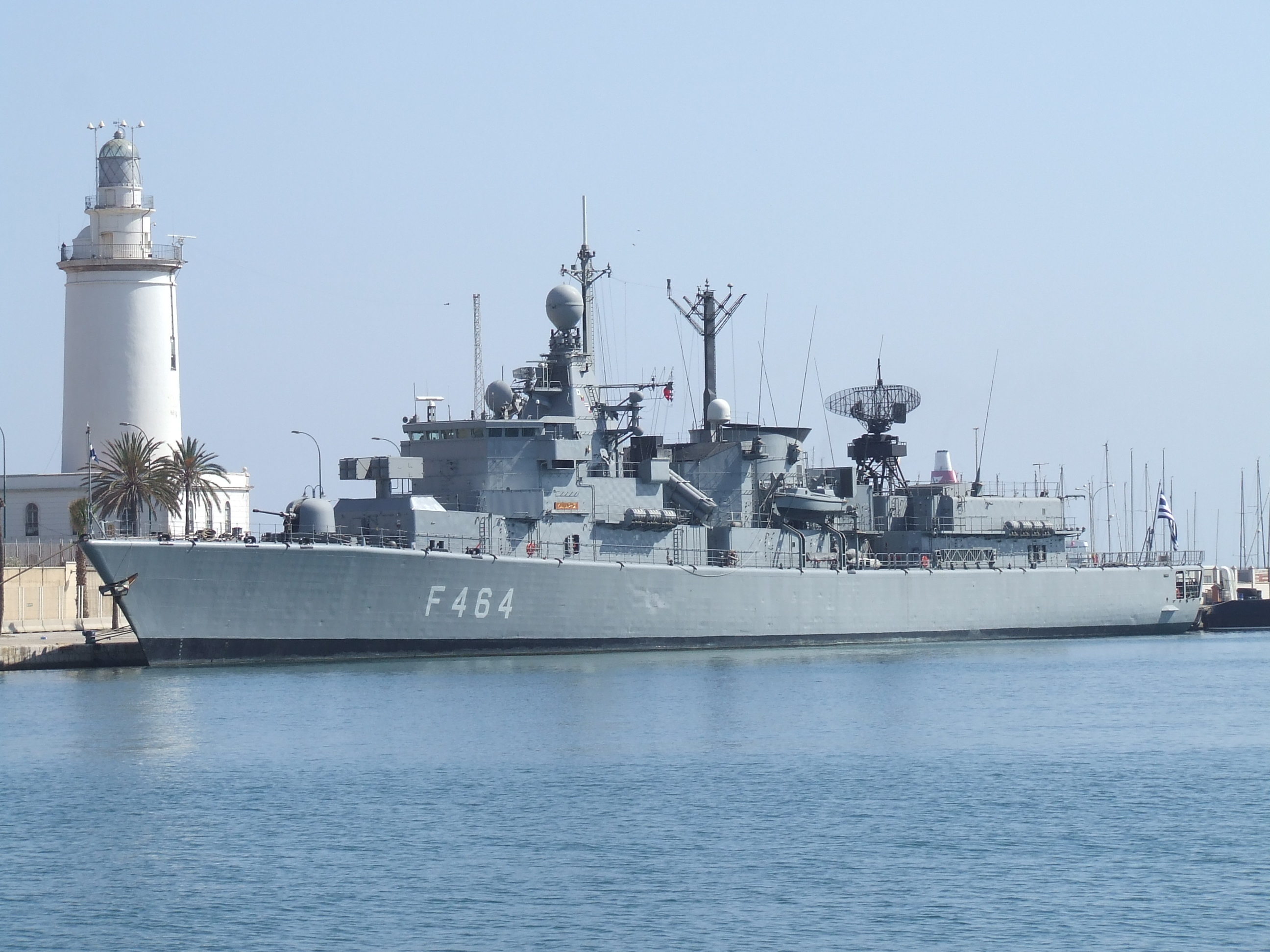
La fragata griega HS Kanaris (F-464) en Málaga
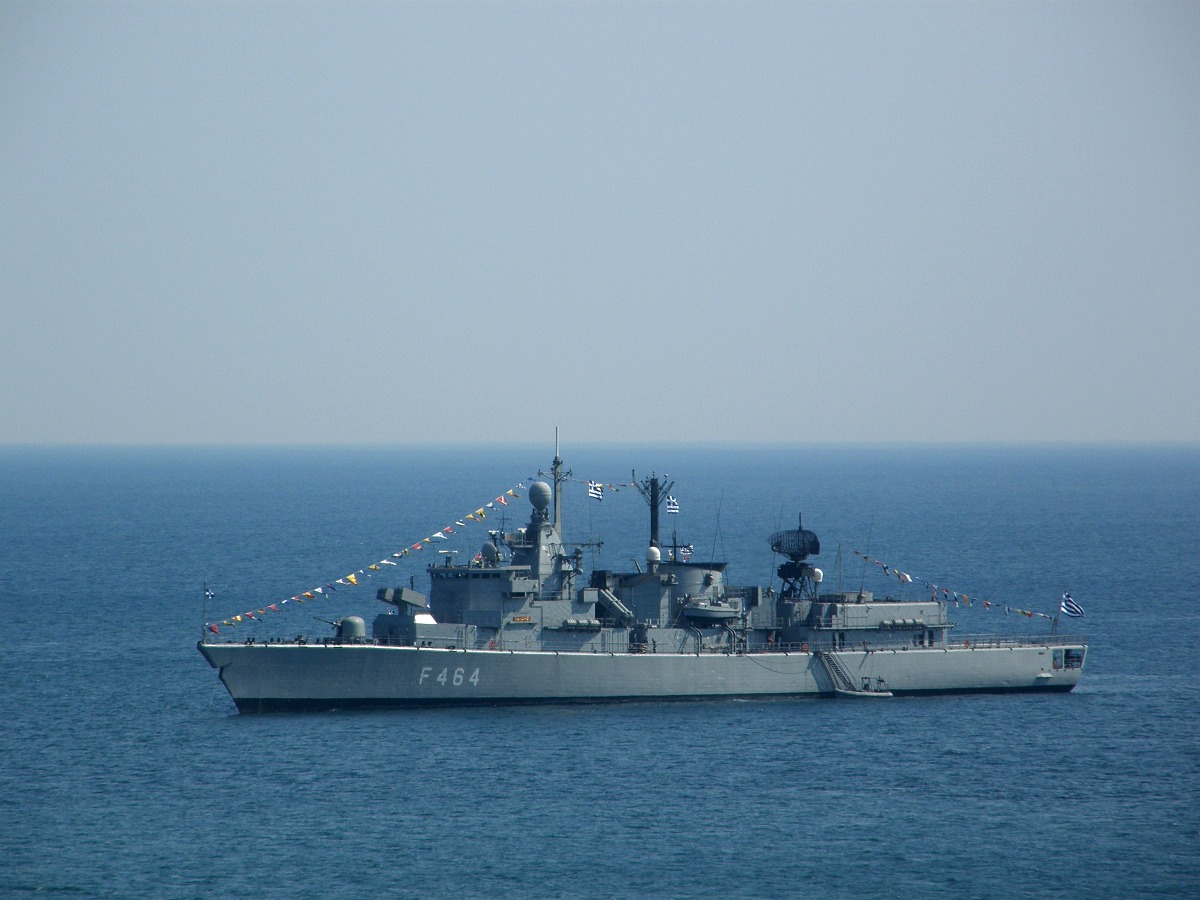
La fragata griega HS Kanaris (F-464) en la bahía de Phaleron